# Coro dei Cosacchi del Don

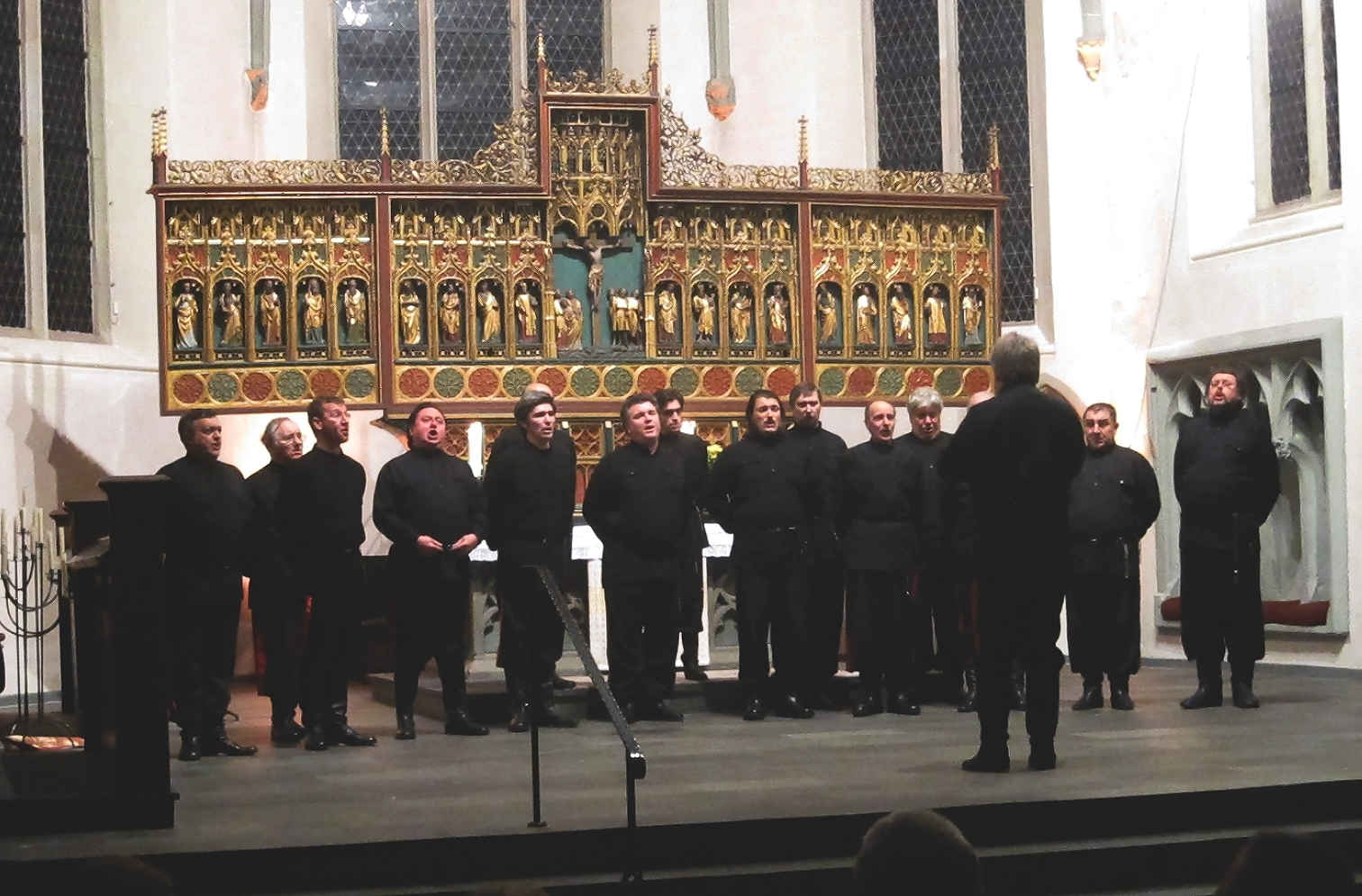
Esibizione del Coro dei Cosacchi del Don a Iserlohn (2012)

Il Coro dei Cosacchi del Don di Serge Jaroff nacque nel 1921 e da allora, per sessanta anni, fu guidato dal suo fondatore Sergej Žarov.

## Origini
Nella fuga dall'Armata Rossa, i Cosacchi si ritrovarono in un campo profughi a Çilingir, vicino a Costantinopoli. In questo luogo, nel 1921, Sergej Žarov costituì il Coro dei Cosacchi del Don. Inizialmente, il coro accompagnò le proprie funzioni religiose e solo successivamente furono tenuti anche dei concerti. Più tardi il coro si spostò sull'isola greca di Lemno acquisendo una certa fama, principalmente tra gli Inglesi, con i suoi concerti all'aperto. Dopo il periodo greco, i Cosacchi, furono spediti in Bulgaria, nella città di Burgas, dove si legarono, ancor più, alla chiesa ortodossa, ma dato che la chiesa non aveva abbastanza fondi per sostenere il coro, i Cosacchi dovettero intraprendere anche altri impieghi; ad esempio, lavorarono in una fabbrica in cui venivano prodotti fiammiferi.

## Sofia, Bulgaria
Finalmente a Sofia le tende furono sostituite con delle baracche, messe a disposizione dal Ministero della Difesa. All'epoca per ogni concerto si guadagnavano  2 dollari, pari a circa 4 euro del 2015, ma il debutto del 23 giugno 1923, alla Cattedrale di Aleksandr Nevskij a Sofia, fu ottimo per il morale. Questo piccolo successo, portò a una proposta del direttore di una fabbrica di Montargis. La moglie del direttore era russa e insieme avevano già adottato un'orchestra. In settimana si lavorava e nei fine settimana si tenevano i concerti. Ma per mancanza di fondi i Cosacchi del Don si ritrovarono a Vienna. In questo caso l'aiuto arrivò dalla Lega delle Nazioni, la quale fu interessata e organizzò delle audizioni presso il direttore dell'agenzia dei concerti di Vienna. La decisione fu presto presa; nella Hofburg viennese si tenne il primo concerto, organizzato il 4 luglio 1923. Il concerto fu un successo e il direttore disse che ne sarebbero seguiti altri. Alla fine, furono organizzati più di 10.000 concerti diretti da Jaroff, successo mai visto prima nel mondo della musica corale. Nel 1930 il coro raggiunse gli Stati Uniti d'America, dove, nel 1936, durante una cerimonia comunitaria, i componenti furono nominati cittadini onorari.

## Seconda guerra mondiale
Dopo la seconda guerra mondiale, il coro si stabilì negli Stati Uniti e Il famoso impresario Sal Hurok diventò il suo manager. Più tardi, in Germania, questo ruolo fu ricoperto da Carla Ebner, la quale, nel 1953, fu sostituita dal Konzertdirektion Collien di Amburgo. In seguito, nel 1960, sì occupò del coro Otto Hofner, il quale divenne molto amico di Serge Jaroff.
Il 20 marzo 1981, dopo l'ultima serie di concerti in America, Serge Jaroff trasferì i diritti del coro a Otto Hofner e autorizzò l'inizio di una tournée sotto la guida di George Markitisch. In quel momento Hofner rifiutò l'incarico.

## Michail Minskij
Nel 1985 Otto Hofner si mise in contatto con Michail Minskij, da molto tempo solista di Jaroff. Minskij era in contatto con Jaroff dal 1948 ed aveva fama mondiale come baritono e direttore d'orchestra. Essendo attivo al fianco di Jaroff da molti anni, aveva le capacità per continuare a tramandare la tradizione del coro. Conforme al desiderio di Jaroff, Otto
Hofner, organizzò nel 1986, una tournée con Nicolai Gedda, come solista ospite. La tournée fu un successo, ma dato che Gedda non volle più esibirsi tutti i giorni e Michail Minskij si ammalò, Otto Hofner decise di lasciare.

## Wanja Hlibka
In seguito, furono la giovane solista di Serge Jaroff, insieme a George Tymchenko, a prendere le redini del coro.

## Stile di conduzione
Serge Jaroff spiccò per lo stile che aveva nel dirigere, simile a quello di altri direttori russi del suo tempo. Nonostante fosse di piccola statura, stava di fronte al coro quasi senza muoversi. Egli dirigeva muovendo solo la testa, gli occhi e le dita. Quando sul palco veniva eseguita una danza cosacca, Jaroff dirigeva solo le prime misure, lasciando poi, il coro indipendente. Si diceva di lui che suonava i membri del suo coro come i tasti di un organo.

## Discografia
- DVD Don Cossack Choir Serge Jaroff, Brilliantclassics nr. 8892, 2007
- DVD Don Cossack Choir Serge Jaroff, SLAVA! nr. 2013, 2012